# Stephen Lang
Stephen Lang (sinh ngày 11 tháng 7 năm 1952) là nam diễn viên người Mỹ. Ông từng tham gia một số phim như Manhunter (1986), Gettysburg và Tombstone (1993), Gods and Generals (2003), Public Enemies (2009), Conan the Barbarian (2011), The Girl on the Train (2013) và Don't Breathe (2016). Ngoài ra, Lang cũng là một diễn viên sân khấu kịch Broadway, ông từng nhận một đề cử giải Tony cho vai diễn trong vở The Speed of Darkness năm 1992.
Ông từng thắng một giải Sao Thổ hạng mục Nam phụ xuất sắc nhất trong phim Avatar (2009). Từ năm 2004 - 2006, ông là đồng đạo diễn nghệ thuật cho hiệp hội diễn viên Actors Studio.

## Thời thơ ấu
Lang sinh ra tại thành phố New York. Mẹ ông là Theresa (họ gốc Volmar), cha ông là doanh nhân và nhà từ thiện Eugene Lang (1919–2017). Mẹ ông theo đạo Công giáo, là người gốc Đức và Ireland, cha ông gốc Do Thái. Ông bà nội Lang cũng là người Do Thái nhập cư từ Hungary và Nga.
Gia đình ông có ba anh chị em, ông là con út, trên có một chị gái là luật sư, nhà hoạt động xã hội Jane Lang, và một anh trai tên David, làm quản lý cho công ty REFAC do cha thành lập năm 1952. Cha ông từ thiện hầu hết số tài sản khoảng 150 triệu USD và không để lại thừa kế cho các con.

## Danh sách phim

### Điện ảnh
| Năm  | Tên                                     | Vai                             | Ghi chú |
| ---- | --------------------------------------- | ------------------------------- | ------- |
| 1985 | Twice in a Lifetime                     | Keith                           |         |
| 1986 | Band of the Hand                        | Joe                             |         |
| 1986 | Manhunter                               | Freddy Lounds                   |         |
| 1987 | Project X                               | Watts                           |         |
| 1989 | Last Exit to Brooklyn                   | Harry Black                     |         |
| 1991 | The Hard Way                            | Party Crasher                   |         |
| 1991 | Another You                             | Dibbs                           |         |
| 1992 | Human Cargo                             | Aramco Contractor               |         |
| 1993 | Guilty as Sin                           | Phil Garson                     |         |
| 1993 | Gettysburg                              | Maj. Gen. George E. Pickett     |         |
| 1993 | The Making of Gettysburg                |                                 |         |
| 1993 | Tombstone                               | Ike Clanton                     |         |
| 1995 | Tall Tale                               | Jonas Hackett                   |         |
| 1995 | The Amazing Panda Adventure             | Dr. Michael Tyler               |         |
| 1996 | Loose Women                             | Prophet Buddy                   |         |
| 1996 | Gang in Blue                            | Moose Tavola                    |         |
| 1996 | An Occasional Hell                      | Alex Laughton                   |         |
| 1997 | Shadow Conspiracy                       | The Agent                       |         |
| 1997 | Niagara, Niagara                        | Claude                          |         |
| 1997 | Fire Down Below                         | Earl Kellogg                    |         |
| 1999 | The Story of a Bad Boy                  | Spygo                           |         |
| 2000 | Trixie                                  | Jacob Slotnick                  |         |
| 2001 | The Proposal                            | Simon Bacig                     |         |
| 2002 | D-Tox                                   | Jack                            |         |
| 2002 | The Making of Tombstone                 | Himself/Ike Clanton             |         |
| 2003 | The I Inside                            | Mr. Travitt                     |         |
| 2003 | Code 11-14                              | Justin Shaw                     |         |
| 2003 | Gods and Generals                       | Gen. Thomas "Stonewall" Jackson |         |
| 2003 | Gods and Generals: Journey to the Past  |                                 |         |
| 2006 | The Treatment                           | Coach Galgano                   |         |
| 2007 | Save Me                                 | Ted                             |         |
| 2008 | From Mexico with Love                   | Big Al Stevens                  |         |
| 2009 | Public Enemies                          | Charles Winstead                |         |
| 2009 | The Men Who Stare at Goats              | General Hopgood                 |         |
| 2009 | Avatar                                  | Col. Miles Quaritch             |         |
| 2010 | Christina                               | Inspector Edgar Reinhardt       |         |
| 2010 | False Creek Stories                     |                                 |         |
| 2010 | White Irish Drinkers                    | Patrick                         |         |
| 2011 | Conan the Barbarian                     | Khalar Zym                      |         |
| 2011 | Someday This Pain Will Be Useful to You | Barry Rogers                    |         |
| 2013 | Officer Down                            | Lieutenant Jake LaRussa         |         |
| 2013 | Pawn                                    | Charlie                         |         |
| 2013 | The Gettysburg Story                    |                                 |         |
| 2013 | Pioneer                                 | Ferris                          |         |
| 2013 | The Monkey's Paw                        | Tony Cobb                       |         |
| 2013 | The Girl on the Train                   | Det. Lloyd Martin               |         |
| 2014 | The Nut Job                             |                                 |         |
| 2014 | In the Blood                            | Casey                           |         |
| 2014 | Jarhead 2: Field of Fire                | Major James Gavins              |         |
| 2014 | A Good Marriage                         | Holt Ramsey                     |         |
| 2014 | Gutshot Straight                        | Duffy                           |         |
| 2014 | 23 Blast                                | Coach Farris                    |         |
| 2015 | Exeter                                  | Father Conway                   |         |
| 2015 | Band of Robbers                         | Injun Joe                       |         |
| 2015 | Gridlocked                              | Korver                          |         |
| 2015 | Beyond Glory: Tour of Duty              |                                 |         |
| 2015 | Isolation                               | William                         |         |
| 2016 | Don't Breathe                           | The Blind Man                   | [ 5 ]   |
| 2016 | Beyond Valkyrie: Dawn of the 4th Reich  | Major General Emil F. Reinhardt |         |
| 2017 | Hostiles                                | Colonel Abraham Biggs           |         |
| 2018 | Braven                                  | Linden Braven                   |         |
| 2018 | Mortal Engines                          | Shrike                          |         |